# Johan III av Holstein
Johan III den milde av Holstein, kallad Henneke och milde i betydelsen givmild, född omkring 1297 och död 27 september 1359, var greve av Holstein 1312-1359. Han var son till greve Gerhard II av Holstein (död 1312) och Agnes av Brandenburg (död 1304), samt halvbror till Erik Menved och Kristofer II av Danmark. Han ligger begravd i Reinfelds kloster (Kloster Reinfeld) i Holstein. 

## Biografi
Johan blev faderns huvudarvinge genom att köpa nästan alla halvbrodern Gerhards besittningar. Johans länder låg till största delen samlade i östra Holstein. Plön blev hans huvudsäte, varför hans släktlinje kallades därefter. Senare förvärvade han även borgen och staden Kiel.
Vid faderns död var Johan knappt vuxen, men han fann stöttning hos sin äldre halvbror kung Erik Menved. Det var kung Erik som mäklade Johans köp av Gerhards länder, och Johan bistod kungen i dennes kamp mot markgreve Valdemar av Brandenburg. I denna fejd föll Johan i fiendens händer och frisläpptes först vid freden 1317.
Johan hade ett gott förhållande till sin kusin av Rendsburgslinjen, Gerhard III av Holstein. Tillsammans och med uppbackning av kung Erik, lyckades de undantränga andra medlemmar av det schauenburgska huset, och de två blev herrar över nästan hela Holstein. Som ersättning för den krigshjälp de givit Erik fick de gemensamt Fyn i pant 1317.
Efter Erik Menveds död 1319 hjälpte Johan 1320 sin halvbror Christoffer att bli dansk kung. I gengäld lovades Johan Fehmarn (Femern) i förläning, men det löftet höll inte kung Christoffer. Kungen anlände personligen till ön och lät avrätta de som anslutit sig till greve Johans sak. En förlikning uppnåddes så småningom mellan halvbröderna, och pingsten 1322 mottog Johan i Vordingborg riddarslaget av kungens hand. Fehmarn fick han däremot uppenbarligen inte.
Då kung Christoffer efter hertig Erik II av Schleswigs död 1325 krävde förmyndarskapet över dennes son Valdemar ställde sig kusinerna Johan och Gerhard på Valdemars sida. Valdemar betalade Johans bistånd med att pantsätta honom Eckernförde samt landet mellan Schlei (Slien) och Eider (Ejderen). Ännu större blev Johans belöning året efter, 1326, då Christoffer fördrevs och Valdemar valdes till Danmarks kung. Nu fick Johan slutligen länsbrev på Fehmarn, samt därtill både Lolland och Falster i pant.
Det goda förhållandet till kusinen Gerhard började nu förfalla till det sämre; båda sökte riva åt sig största delen av det danska riket, som var i upplösning. Johan inlät sig i förbindelse med sin halvbror, den landsflyktige exkungen Christoffer II, och förde denne hem till riket 1329.
Då Johan starkt bidragit till Christoffers återinsättande på danska tronen fick han nu även Själland och Skåne i pant. Johan blev då herre över hela östra Danmark - hans rival och kusin Gerhard innehade det västra. I Skåne och Själland härskade Johan som en tämligen oavhängig furste, och Lolland och Fehmarn utgjorde en god förbindelselänk till arvländerna i Holstein. Av den maktlöse kung Christoffer, som snart dog (1332), hade han inget att frukta.
Men 1332 revolterade skåningarna mot det tyska herraväldet och gav sig under den svensk-norske kungen, Magnus Eriksson, vilken köpte Johans panträtt. Även på Lolland förekom en resning, men Johan vann tillbaka ön 1335 med greve Gerhards hjälp.
Ställd inför problemet med självsvåldiga länsmän och missnöjda undersåtar inkallade Johan 1340 Valdemar Atterdag till riket. Till en början stod Johan på Valdemars sida i kampen mot greve Gerhard "den stores" söner, men med tiden uppgav han detta; Valdemar Atterdag drev målmedvetet ut Johan ur hans danska pantbesittningar. Till slut återstod blott Fehmarn, men till och med denna ö erövrades med våld av Valdemar 1358. Året efter lyckades Johan återta ön, men samma år avled han, den 27 september 1359.
Med sonen Adolfs död 1390 utdog linjen Plön.

## Äktenskap och barn
Johan gifte sig 1317/1319 med Katharina av Glogau (död 1323/1326). Paret fick följande barn:
1. Elisabeth av Holstein (död 1391/1410), gift med furst Bernhard II av Mecklenburg-Werle (död 1382/1390)
2. Mechthild av Holstein (död 1367), gift med furst Nikolaus III av Mecklenburg-Werle (död 1360/1361)
3. Agnes av Holstein (död 1386), gift med hertig Erik II av Sachsen-Lauenburg (död 1368/1369)

Johan gifte om sig 1327 (påvlig dispens 1329) med Miroslawa av Schwerin (död 1368). Paret fick följande barn:
1. Adolf IX av Holstein (död 1390), greve av Holstein
2. Miroslawa av Holstein (död omkring 1376), gift med hertig Otto I av Braunschweig-Göttingen (död 1394)